# Dong Giang
Dong Giang (chữ Hán giản thể: 榕江县, bính âm: Róngjiāng Xiàn, âm Hán Việt: Dong Giang huyện) là một huyện thuộc Châu tự trị dân tộc Miêu và dân tộc Đồng Kiềm Đông Nam, tỉnh Quý Châu, Cộng hòa Nhân dân Trung Hoa. Huyện này có diện tích 3.316 kilômét vuông, dân số năm 2002 là 310.000 người. Mã số bưu chính của huyện Dung Giang là 557200. Chính quyền huyện đóng ở trấn Cổ Châu. Về mặt hành chính, huyện này được chia thành 6 trấn và 14 hương.
- Trấn: Cổ Châu, Trung Thành, Trại Hao, Lang Động, Nhạc Lý.
- Hương: Bình Viễn, Xa Giang, Tải Ma, Sùng Nghĩa, Lưỡng Chú, Bình Dương, hương dân tộc Thủy Nhân Lý, hương dân tộc Thủy dân tộc Dao Tháp Thạch, hương dân tộc Thủy Tam Giang, Bình Giang, Bát Khai, hương dân thủy Định Uy, hương dân tộc Thủy Hưng Hóa, Kế Hoạch, hương dân tộc Thủy Thủy Vĩ.